# Arycanda unicolor
Arycanda unicolor là một loài bướm đêm trong họ Geometridae.